# Mariä Heimsuchung (Nordhalben)

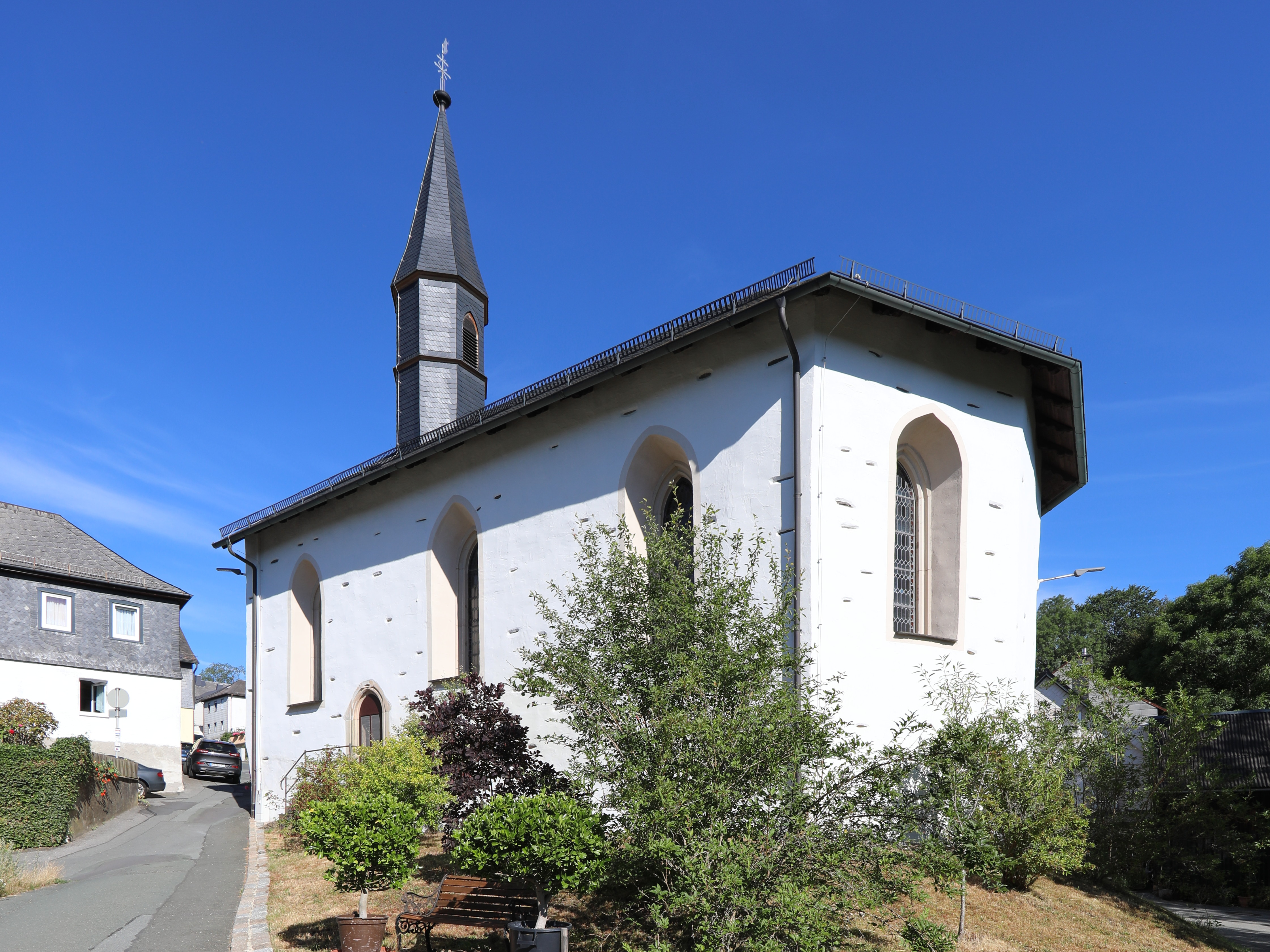
Kapelle Mariä Heimsuchung

Die katholische Kapelle Mariä Heimsuchung  (auch Marienkapelle genannt) steht in Nordhalben, einer Gemeinde im oberfränkischen Landkreis Kronach. Das denkmalgeschützte Gotteshaus ist im Kern mittelalterlich und wurde im 17. und 19. Jahrhundert erneuert.

## Geschichte
Die Kapelle ist wohl mittelalterlichen Ursprungs und gehört zu den ältesten Gebäuden des Marktes Nordhalben. Eventuell geht sie auf die Burgkapelle der abgegangenen Burg im Nordwald zurück. Eine erste Nennung erfolgte in der zweiten Hälfte des 16. Jahrhunderts im Kirchenverzeichnis des Hochstifts Bamberg. Im Jahr 1611 wurde das Gotteshaus in einem Schriftstück als baufällig beschrieben. In der Folge wurde wohl die bestehende Kapelle errichtet. Das Patrozinium Mariä Heimsuchung bestätigte ein Ablassbrief von 1668. Eine Orgel ist für 1690 belegt. Im 18. Jahrhundert war die Marienkapelle bis zum Wallfahrtsverbot des Kurfürstentums Bayern im Jahr 1803 Ziel von Wallfahrten aus der näheren Umgebung. Bauzeichnungen von 1792 sind noch vorhanden.
Der Ortsbrand am 19. März 1856 beschädigte auch dieses Gebäude stark. Große Teile mussten in der Folge erneuert werden. Der Rohbau war Ende August 1856 wiederhergestellt. Restaurierungen erfolgten 1951 und 2004 bis 2006.

## Baubeschreibung
Die Kapelle steht am östlichen Ortsrand am steilen Abhang zum Tal der Rodach gelegen.
Der Chor hat einen Fünfachtelschluss und fluchtet mit dem zweiachsigen Langhaus. Eine Flachdecke überspannt den Chorraum. Ein runder Chorbogen bildet den Übergang zum Innenraum des flachgedeckten Langhauses, in dem eine eingeschossige Holzempore an der Westwand, in der Mitte vorgezogen, und an den Seitenwänden steht. Die Emporenbrüstung besteht aus balusterförmig geschnittenen Brettern. Nur vier Fenster auf der Südseite belichten das Kirchenschiff.
Die spitzbogig gestalteten Fenster und Portale an der West- und Südseite, mit Gewänden aus Sandstein, gliedern die verputzte Fassade. Ein verschieferter, achtseitiger Dachreiter befindet sich auf dem Satteldach über dem Westgiebel. Er besitzt spitzbogige Schallfenster und einen Spitzhelm.

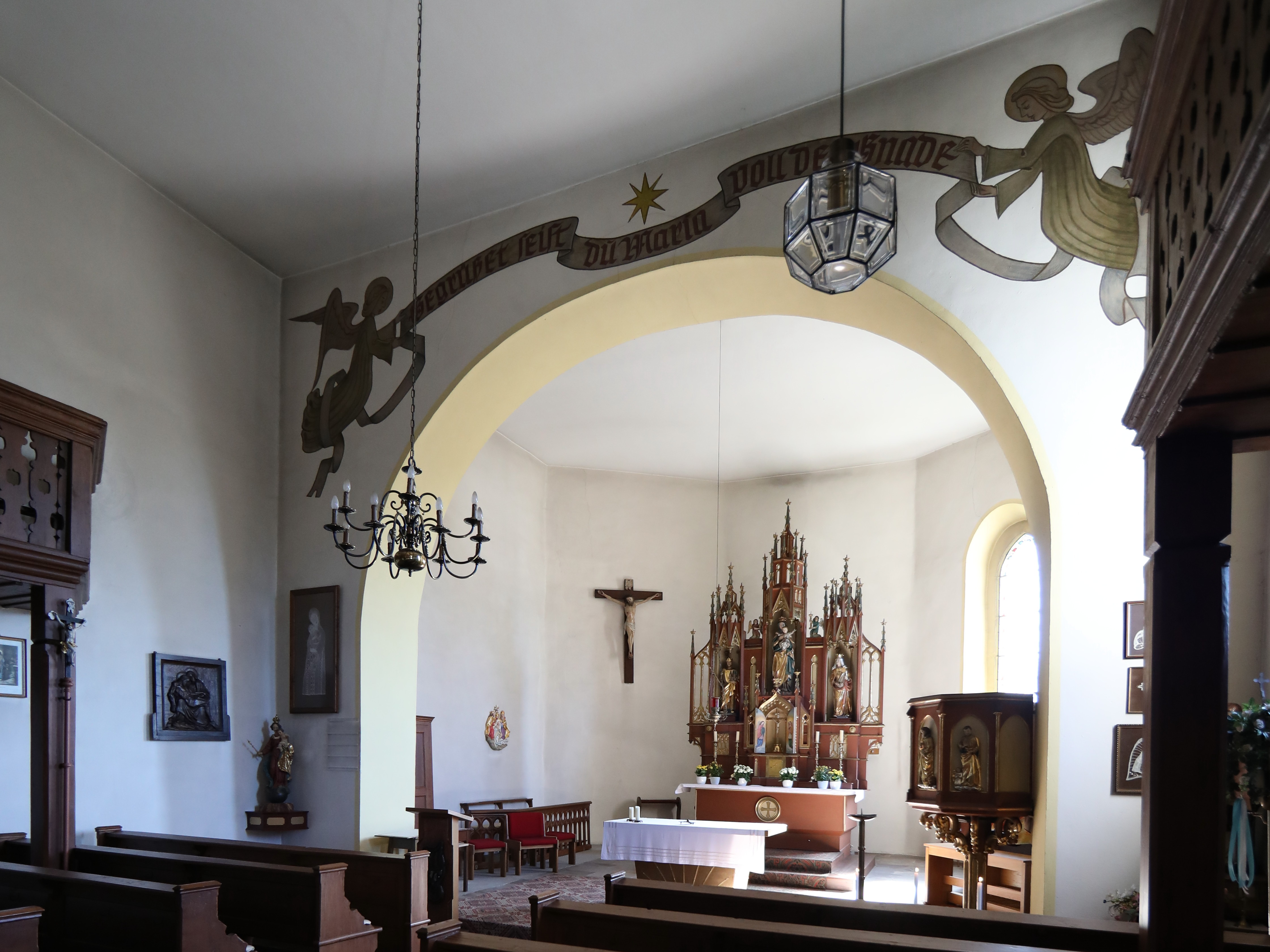
Altarraum

## Ausstattung
Der Altar, die Kanzel und das Laiengestühl sind neugotisch. Eine stehende Muttergottesfigur wird um 1500 datiert.